# Gerhard Prinzing
Gerhard Prinzing (* 22. April 1943 in Kranzegg; † 13. Oktober 2018 in Sonthofen) war ein deutscher Skirennläufer und Olympiateilnehmer. Seine Schwester Christa Prinzing war ebenfalls alpine Rennläuferin. Beide starteten für den Skiclub Rettenberg.
Prinzing begann seine internationale Karriere 1961. Er war Teilnehmer an den Alpinen Skiweltmeisterschaften 1966 im chilenischen Portillo, dort belegte er in der Abfahrt Platz 33 und im Riesenslalom Platz 37. Er war ebenfalls bei den Olympischen Winterspielen 1968 in Grenoble am Start. Dort platzierte er sich in der Abfahrt auf dem siebten Rang und erzielte damit sein international bedeutendstes Ergebnis, im Riesenslalom schied er aus. Der siebte Platz war ebenfalls sein bestes Weltmeisterschaftsergebnis, da das Rennen auch als Weltmeisterschaft gewertet wurde. Im selben Jahr war er Deutscher Meister in der Kombination. Prinzing war außerdem in seiner Laufbahn siebenmal deutscher Vizemeister. Er beendete seine internationale Laufbahn 1971. Später betrieb er im Skigebiet Kranzegg die Skiliftanlagen Grüntenlifte in Verbindung mit einer Skischule, dem Skiclub Rettenberg blieb er als Ehrenmitglied zeitlebens verbunden. Er war verheiratet und hatte zwei Kinder, 2018 starb er nach kurzer, schwerer Krankheit.